# 后哈特里-福克方法
在计算化学中，后哈特里－福克方法（英語：post-Hartree–Fock）是对哈特里－福克方法（HF）或自洽场方法（SCF）加以改进而发展的一系列方法。在哈特里－福克方法中，电子排斥力的计算使用了平均场论的方法，只考虑平均电子密度下的排斥力。这些方法增加了电子耦合项，更准确地考虑了电子间的排斥； 

## 细节
HF-SCF程序对多体薛定谔方程的性质及其解集做出了几点假设：
- 在考虑分子时使用了玻恩–奥本海默近似。真正的波函数应当也和每个原子核坐标有关。
- 通常情况下，完全了忽略狭义相对论效应，動量算符被假定为完全非相对论情况下的。
- 基组由有限数量的正交函数组成。真正的波函数是完备基组中函数的线性组合，包含无限个正交函数。
- 能量本征函数被假定为多个单电子波函数的乘积或者是单个斯莱特行列式；除了因波函数的反对称性而产生的交换能量外，组态相互作用(electron correlation)的影响被完全忽略。

对于绝大多数系统而言，特别是激发态及化学反应（例如分子解离反应），上述假设中的第四条的影响是最大的。因此，术语“后哈特里－福克方法”常被用于表示计算电子校正的近似方法。
通常情况下，后哈特里－福克方法比哈特里－福克方法更加准确，但是也需要消耗更多的计算资源。

## 方法
- 组态相互作用方法（CI）[3][4]
- 耦合簇方法（CC）[5][6][7]
- 多配置含时哈特里方法（Multi-configuration time-dependent Hartree，MCTDH[8]）
- 多体微扰理论（MP2[9]、MP3、MP4[10]等）
- 二次组态相互作用（QCI）[11]
- 量子化学复合方法（G2[12]、G3[13]、CBS、T1[14]等）

## 相关方法
使用多个行列式的方法并非严格的后哈特里－福克方法，因为它们使用单个行列式作为参考，但是它们经常使用类似的扰动或组态相互作用方法来改进电子耦合效应的描述。这些方法包括：
- 多组态自洽场方法（MCSCF）
- 多参考组态相互作用方法（MRCISD）
- N-电子价态微扰理论（NEVPT）

## 进一步阅读
- Jensen, F. . New York: John Wiley & Sons. 1999. ISBN 0471980854.